# Хімахіма
Хімахіма (Milvago chimachima) — вид хижих птахів родини соколових (Falconidae).

## Поширення
Вид поширений в Центральній і Південній Америці від Коста-Рики до півночі Аргентини та Уругваю. Мешкає в районах, де рослинність не дуже висока: степах, пасовищах, полях.

## Опис
Статевий диморфізм в оперенні виду відсутній. Самиці більші і важчі. Самиця важить від 310 до 360 грам, самець — від 280 до 330 грам. Загальна довжина становить приблизно 37-46 см. Відрізняється від хіманго жовтим оперенням і темно-коричневими крилами. Це блідіший від хіманго, але має контрастніші кольори. На голові чорнувату постокулярну лінію (але не маску як у хіманго).